# Neopedies gigas
Neopedies gigas är en insektsart som beskrevs av Ronderos 1991. Neopedies gigas ingår i släktet Neopedies och familjen gräshoppor. Inga underarter finns listade i Catalogue of Life.